# Гизан (река)
Гиза́н — река на юго-востоке Франции (Прованс — Альпы — Лазурный Берег).
Длина — 27,7 км. Площадь водосборного бассейна насчитывает 161 км². Впадает в реку Дюранс. Средний многолетний годовой расход воды у Сен-Шафре — 5,19 м³/с.